# Kachina Chasmata
I Kachina Chasmata sono una struttura geologica della superficie di Ariel.